# نقل بالسكك الحديدية

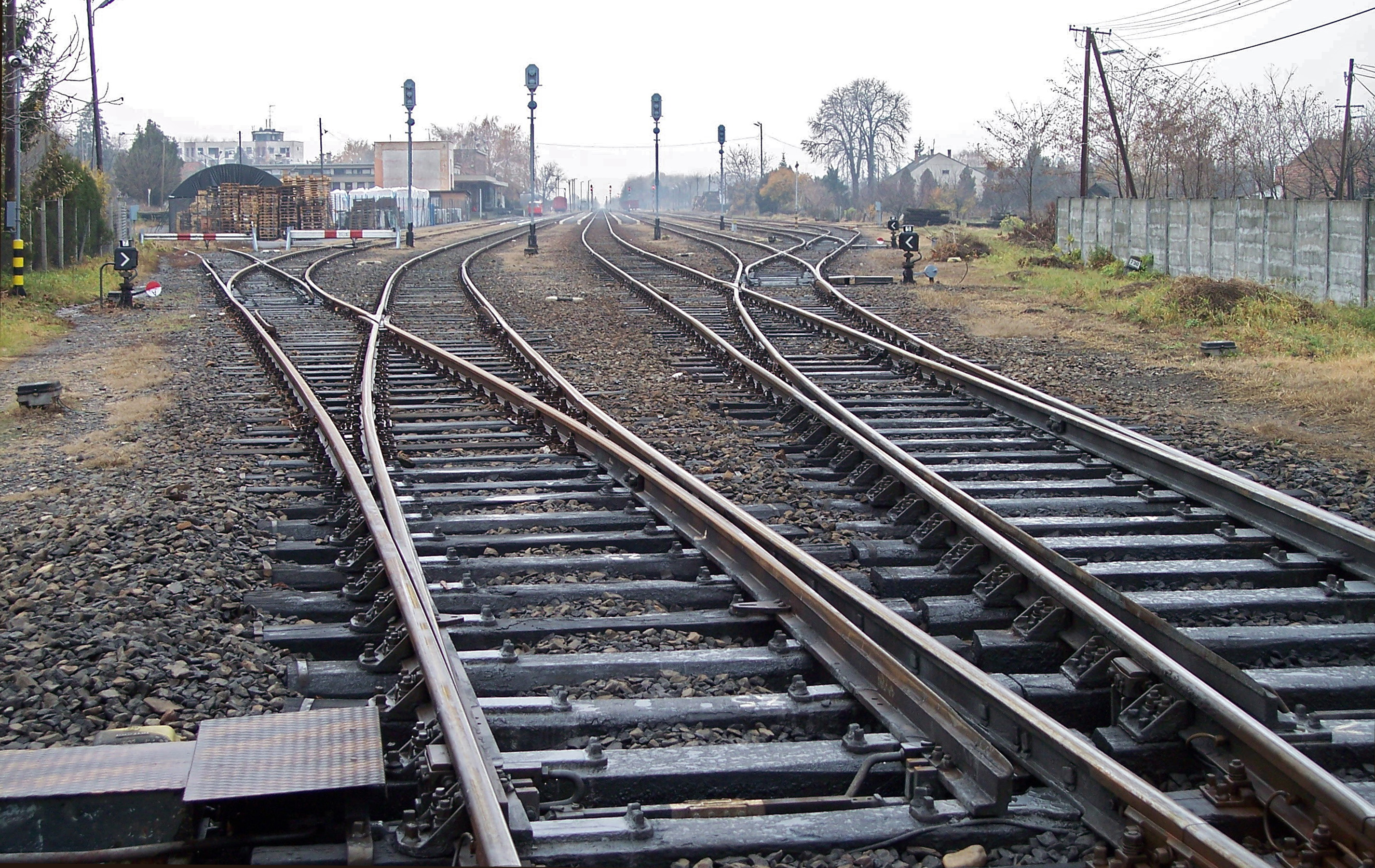
خطوط السكك الحديدية

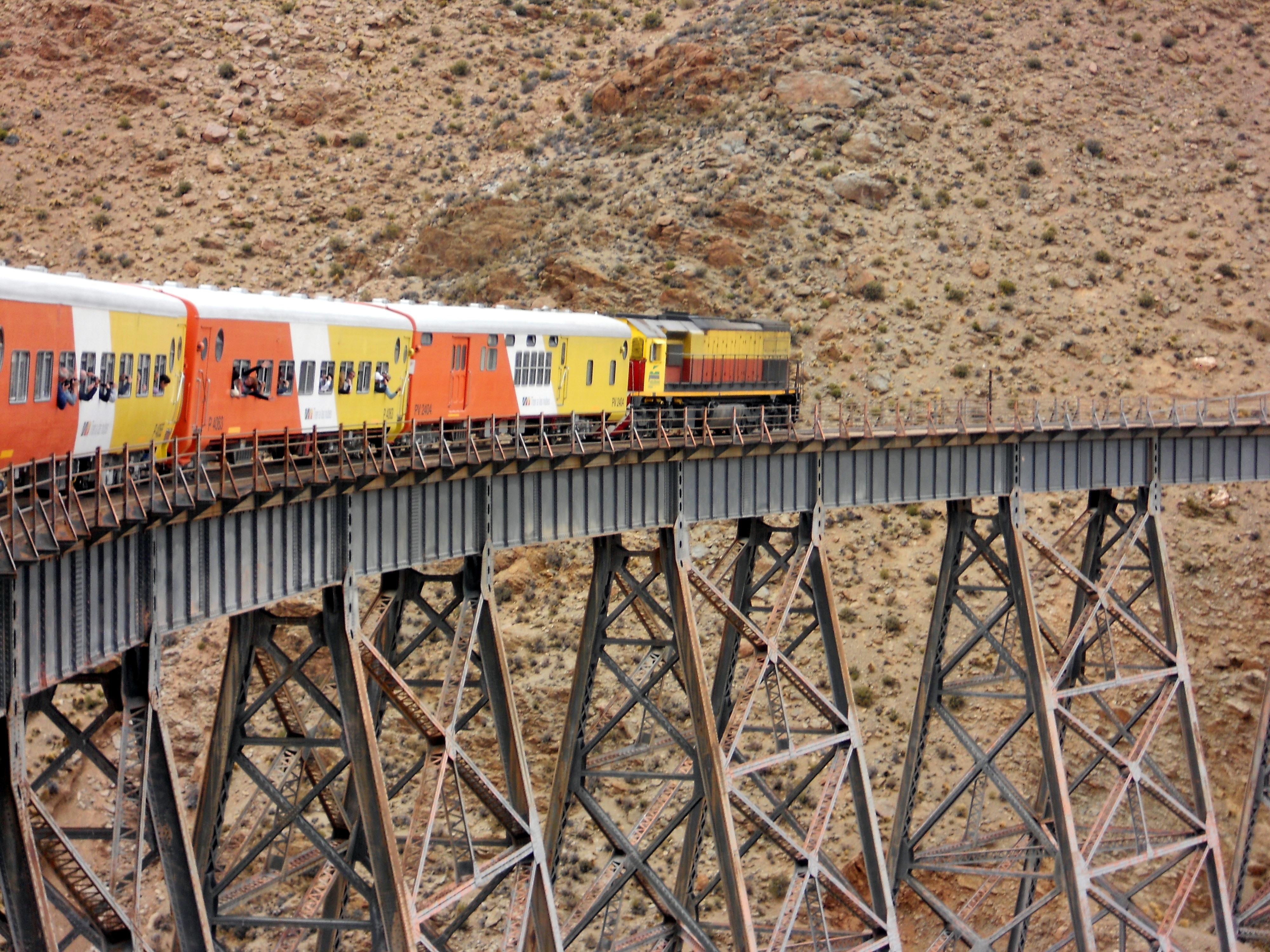
قطار Tren a las Nubes (قطار إلى الغيوم) على اعلى نقطة من سكة حديد "لا بورفوريلا".

النقل بالسكك الحديدية هو إحدى وسائل النقل تشمل النقل بقطار السكك الحديد و مترو الأنفاق والمترو الخفيف والترامواي.
السكة الحديدية هو نظام نقل بري يستخدم القطارات التي تسيّر على قضبان السكة الحديد (قضبان حديدية).
يستخدم النقل بالسكك الحديدية في نقل الركاب والبضائع بواسطة قطارات وعربات مصممة خصيصا للسير على قضبان من الحديد. فالسكة الحديد تربط المدن ببعضها البعض في البلد الواحد وتضمها شبكة سكك حديدية؛ كما تربط بين الدول وتتشابك شبكات دولة ما مع شبكات جيرانها، وغالبا ما نجد قارة بأكملها مرتبطة بشبكة عظيمة من السكك الحديد. جميع أنواع قطارات السكك الحديد تقريبا تسير على عجلات حديدية ذات حافة تثبّت سيرها على قضيبين حديديين. يمد القضيبان الحديد على عوارض سميكة من الخشب أو الأسمنت أو الحديد مثبتة على الأرض فتحافظ على بقاء القضيبين الحديديين متوازيين وثابتين وتصمم السكة الحديد بحيث تستطيع تحمل ثقل المقطورات الجارة والعربات. كما توجد أيضا قطارات تسير على عجلات من المطاط وهي تسير على مسارين غير عريضين من الأسمنت المسلح مثلما في مترو باريس ومتروهات أخرى في فرنسا مثل Véhicule automatique léger ، وخط مترو م3 لمترو لوزان، ومترو مونتريال وكذلك شاتل «سكايلاين» لمطار فرانكفورت بألمانيا.

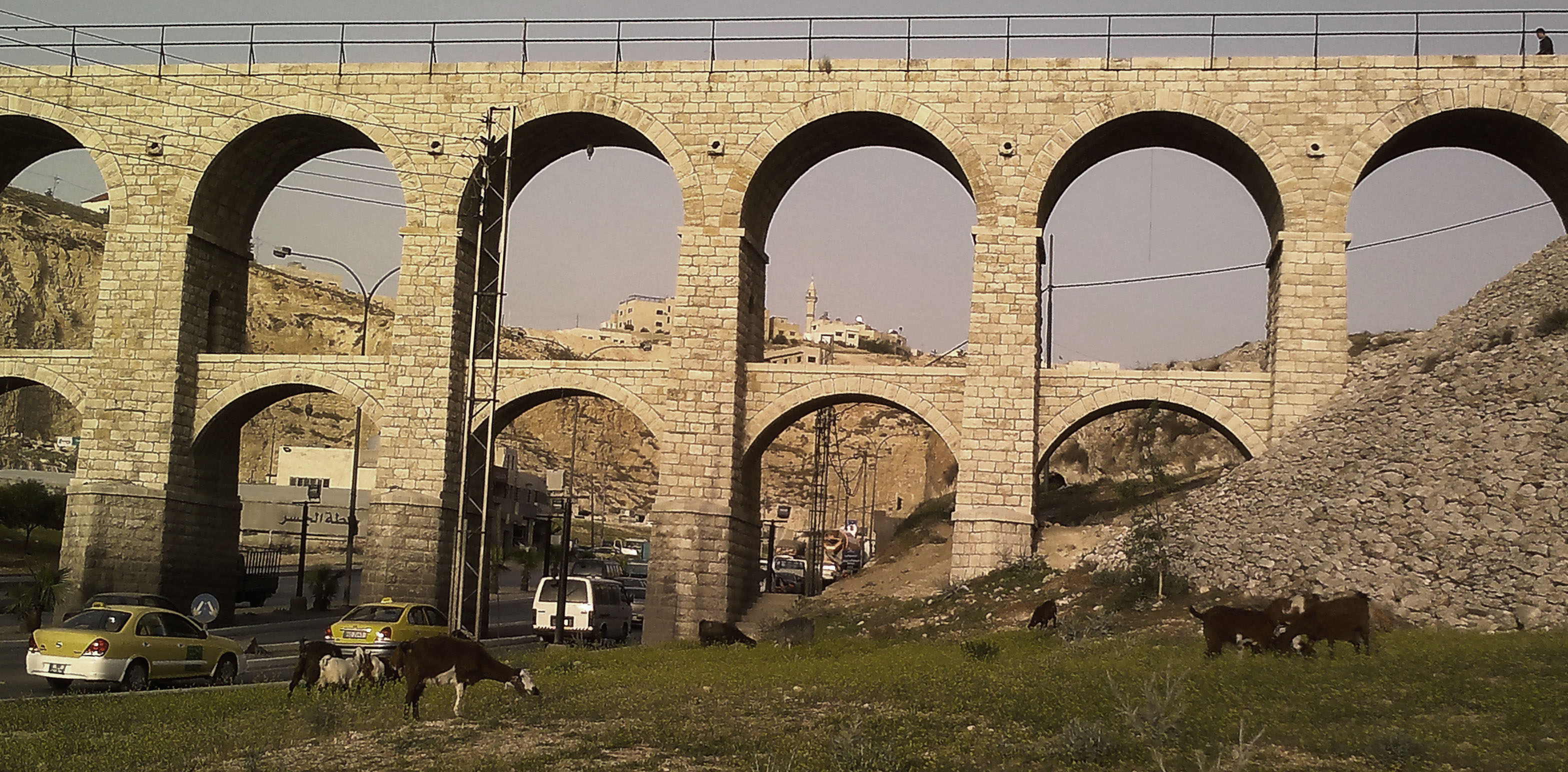
أقواس جسر أنشأته الدولة العثمانية في عمّان كجزء من سكة حديد الحجاز.

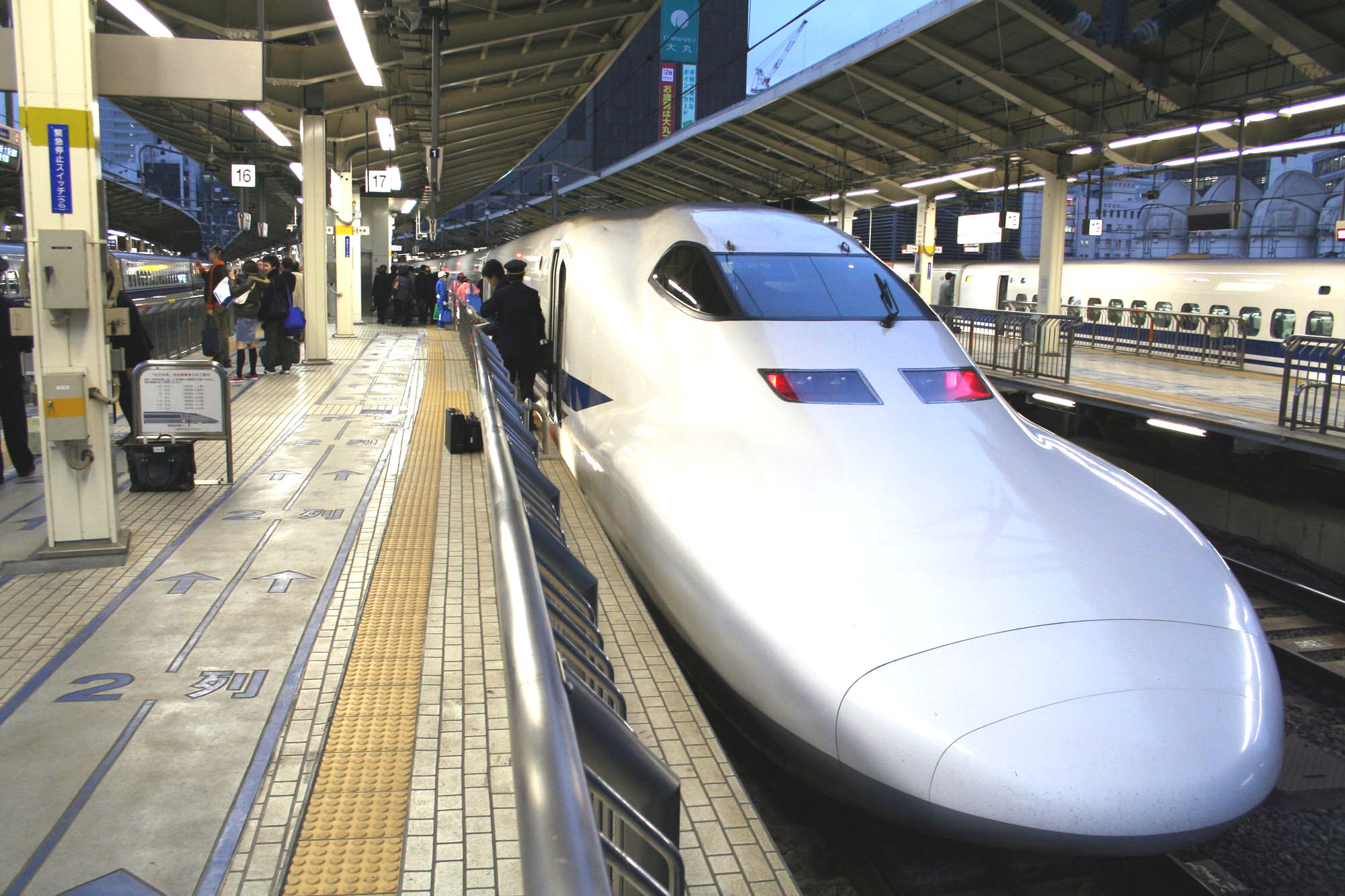
قطار شينكانسن أو ما يعرف «القطار الرصاصة» في محطة طوكيو

طوّرت السكة الحديد في العقود الماضية فزيدت سرعاتها، وأصبحت تسير بالكهرباء ووصلت سرعاتها إلى ما يفوق 300 كيلومتر في الساعة. من ضمن تلك القطارات فائقة السرعة قطار طوكيو - أوساكا في اليابان ويسمى شينكانسن، وقطار «تي جي في» في فرنسا بين باريس وليون، وقطارات خطوط السكك الحديدية الألمانية وغيرها.

## ابتكار خطوط السكك الحديدية
عندما نتحدث عن اختراع السكك الحديدية نتحدث في الحقيقة عن اختراعين هما:
الخطوط الحديدية نفسها أو القضبان والقطار الذي يمضي فوق هذه الخطوط والذي يمثل أساساً في عربة الجر أو القاطرة. فالاثنان يمثلان شيئاً واحداً
ولكن من الظريف أن اختراع خطوط السكك الحديدية سبق في صورته البدائية اختراع عربات الجر بنحو 2500 سنة!
عندما اخترع الإنسان العجلات وهو أمر قديم جداً يرجع إلى عهد البابليين وقدماء المصريين والإغريق[بحاجة لمصدر], فكر بعد ذلك في تحريك المركبات المزودة بعجلات على مسارات أو خطوط ارضية ليسهل عملية نقل البضائع والاحجار الضخمة وغير ذلك بدفع المركبات المحملة بها على تلك الخطوط الأرضية
فالإغريق مثلاً قاموا بعمل مسارات لعرباتهم بحفر خطوط أرضية بعمق 15 سنتيمتراً تقريباً. وكانت العربة تدفع على خطين متوازيين بمسافة متر واحد أو أكثر فيما بينهما بشكل أشبه بقضبان السكك الحديدية.
وفي الأعياد الخاصة بهم كانوا يحملون عرباتهم الخشبية بتماثيل وأشكال مزخرفة ويقومون بدفعها فوق تلك المسارات الأرضية داخل وخارج معابدهم.
في القرن السادس عشر استخدمت خطوط من الحديد فوق الأرض (قضبان) لنقل الفحم من المناجم على عربات فوقها..كما تطورت عجلات تلك العربات حتى صارت تصنع من الحديد.
وظهر أول نموذج لتلك العربات التي تدفع فوق القضبان الحديدية في ألمانيا وسميت تلك السكك الحديدية البدائية باسم: ممر الترامواي.

## ظهور أول سكة حديد
افتتحت أول سكة حديد عام 1825 م بتخطيط من الإنجليزي جورج ستيفنسون صاحب مناجم كلينجورث حيث تمكن ستيفنسون من إنشاء سكة حديد في مناجم كلينجورث لنقل خام فحم حجري. فدعي ستيفنسون لبناء خط سكة حديد من ستوكتون إلى دارلنجتون ومنها إلى شيلدون وهي مسافة يبلغ طول خطها الحديدي 40 كيلومترا. واستخدم ستيفنسون أثناء هذا المشروع بعض المحركات البخارية الثابتة التي يمكن أن تستخدم في جر العربات المحملة بالفحم على الخطوط الصاعدة الصعبة باستخدام الجنازير والبكرات. وقرر ستيفنسون أن ينتج هذه المحركات بنفسه فأصبح شريكا في مصانع هندسية للقاطرات بنيوكاسل وقد استخدم خط ستوكتون - دارلنجتون في أول الأمر في نقل البضائع فقط ولكن سرعان ما تبين أنه مفيد لنقل الركاب فجهزت عربات مناسبة ولكنها ظلت تجر بواسطة الخيل أحيانا في حين استخدمت القاطرات على عربات البضائع.
أثناء انشغال ستيفنسون بخط حديد ستوكتون - دارلنجتون فكر بعض رجال الأعمال في لانكشير في بناء خط بين مدينة مانشستر وميناء ليفربول وذلك لنقل المواد الخام اللازمة للصناعات القطنية بين المدينتين وصادراتها من المنسوجات الجاهزة وقد جرى مسح تمهيدي للطريق المقترح ورغم تحمس رجال الصناعة إلا أن أصحاب الأراضي لم يكونوا موافقين فتقدموا بشكوى إلى البرلمان البريطاني ودارت مناقشات حامية إلى أن انتهت بتصديق الحكومة على بناء الخط الحديدي وقد أُستشير ستيفنسون فوافق على تولي إدارة المشروع ولم يكن ستيفنسون يستعين إلا بالمهارة والجهد البشري فبدأ في مد خمسين كيلومتر من الخطوط المزدوجة وقد استمر المشروع لمدة أربعة أعوام بنى خلالها 63 جسرا وحُفر نفق على عمق 30 مترا لمسافة ثلاثة كيلومتر خلال جلاميد الصخر في جبل أوليف ومُدت عائم فوق مستنقع شات موس إلى أن افتتح خط ليفربول - مانشستر يوم 15 سبتمبر 1830 وكان أول خط يستخدم فيه القطار البخاري وأول خط أستخدم لنقل الركاب.

## التكوين

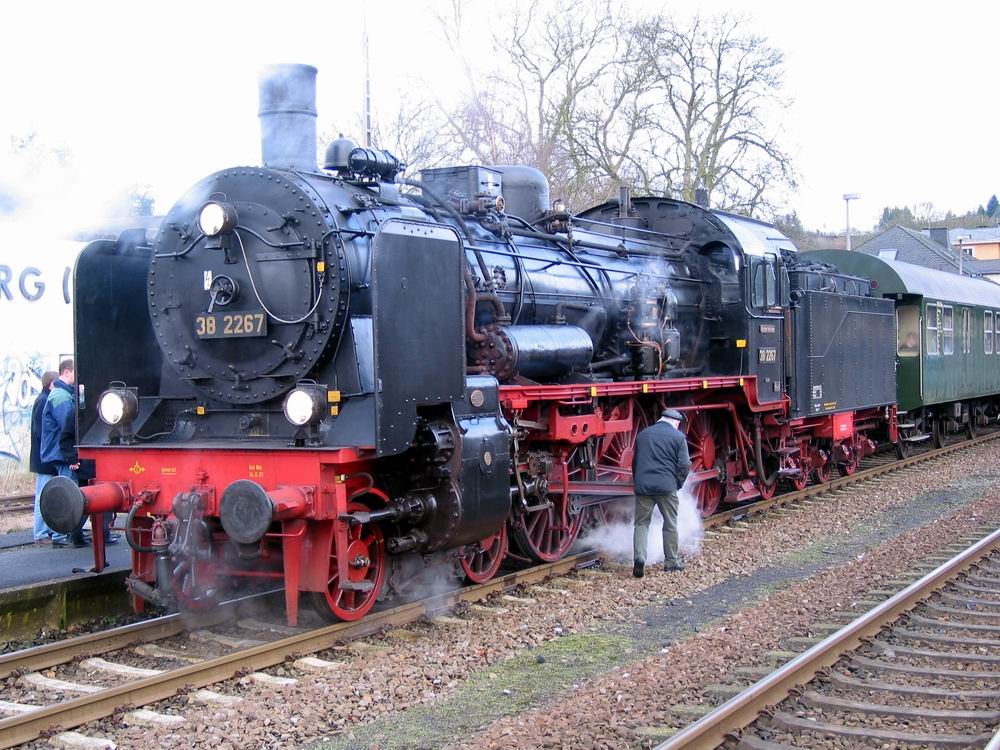
قطار بخار ألماني

السكة الحديدية تتكون عموما من قضيبين متوازيين من الحديد الصلب مثبتان بوساطة مسامير أو براغي معدنية عموديا على مجموعة من الألواح الخشبية أو من الخرسانة، وتسمى عوارض والتي بدورها تكون متوازية في ما بينها، مكونة ما يشبه السلم، وذلك للمحافظة على مسافة واحدة بين القضيبين الحديديين ولتأمين ثباتها على الأرض.
تقام السكة عادة على قاعدة خرسانية أو على فراش من الحصى مضغوطة على الأرض وذلك لتجنب التواء السكة ولتحمل وزن القطار، كما يوفر قدرا من المرونة، وحسن تصريف المياه. وبمرور الوقت يزداد استقرار السكة وذلك تحت ثقل القاطرات المارة عليها.
تستخدم خطوط السكك الحديدية على السكة الحديد أو السكك الحديدية، التي تتعاون مع السكة الحديد مفاتيح (أو نقطة)، دليل القطارات دون حاجة إلى توجيه.
مسارات تتكون متوازيين قضبان الصلب، والتي ارسي عليها النائمون) أو عبر الروابط التي تكمن في الصابورة تشكيل مسار السكة الحديد السكة هو مربوط إلى روابط مع السكة سنابل، بفارق البراغي أو مقاطع مثل باندرول كليب.
نوع السحابة يعتمد جزئيا على نوع نائمه، سنابل تستخدم النائمون على الخشب، وتستخدم أكثر قصاصات على العوارض الخرسانية.
عادة، وهو اللوح الأساس أو ماسكة القضبان، رغم ماسكه القضبان أيضا حانة تستخدم الانضمام القضبان) تستخدم بين السكك الحديدية والخشبية النائمون، وتوزيع عبء السكة فوق مساحة أكبر من النائم. سنابل أحيانا يطردون من خلال ثقب في اللوح الأساس لإجراء السكك الحديدية، بينما في أوقات أخرى هي باسيبلاتيس حادة أو شد على النائم والقضبان مقصوص إلى اللوح الأساس.
قضبان الصلب ويمكنه حمل أثقل الأحمال من أي مواد أخرى..السكة الحديد روابط انتشار الحمل من القضبان على الأرض وأيضا لعقد القضبان ثابتة باستثناء المسافة (يسمى قياس).
قضبان الصلب كما يمكن وضع ملموس على الكتلة (كتلة المسار).عبر الجسور، هو المسار الغالب على وضع العلاقات عبر الأخشاب الطولية أو الطولي الصلب العوارض.
تفاصيل إضافية على المسارات المستخدمة الترام والقطارات الخفيفة العمليات، بدلا من السكك الحديدية الثقيلة، وهو متاح في مسار الترام.

## الانقلاب الذي احدثه ظهور سكة الحديد
عندما أصبح المحرك البخاري عاملا ثابتا يمد المصانع ومختلف الأعمال بمصدر جديد من القوة، احدث ذلك تغيرا كبيرا في وسائل العيش في بريطانيا العظمى.
ففي الأماكن حيث كان الحصول على الفحم سهلا، قفزت إلى الوجود مصانع جديدة، وقامت حولها مدن جديدة مبنية في الغالب من بيوت صغيرة قبيحة المنظر.
وازدادت الصناعة مئة ضعف، وأوجدت هذه الثورة الصناعية، انكلترا جديدة.
فقد اتسعت مجالات الاستخدام، وتوفرت مصادر الاثراء.
ولم تعد الطرقات والترع، تتسع لنقل الكميات المتزايدة من البضائع المنتجة، فجاءت سكة الحديد والقطارات البخارية، في وقت كانت الحاجة إليها ضرورية.
وبدأ بعيدو النظر من الرجال، يخططون لسكك حديد تربط المدن والموانئ بعضها ببعض، في طول البلدان وعرضها.
وبات من البديهي، أن تصبح سكك الحديد الجديدة كالشرايين في الجسم، تجري بوساطتها السلع المنتجة من المصانع إلى الأسواق وإلى الموانئ ومنها إلى الخارج.
وهذه الصادرات كانت مصدر الثروة التي جعلت من بريطانيا العظمى، أغنى دولة في العالم.
لذلك كان المساحون والمهندسون المدنيون يعملون دائبين، وكانت الخطوط الحديدية اللامعة، تمتد من أقصى البلاد إلى اقصاها.

## معركة توحيد عرض الخطوط

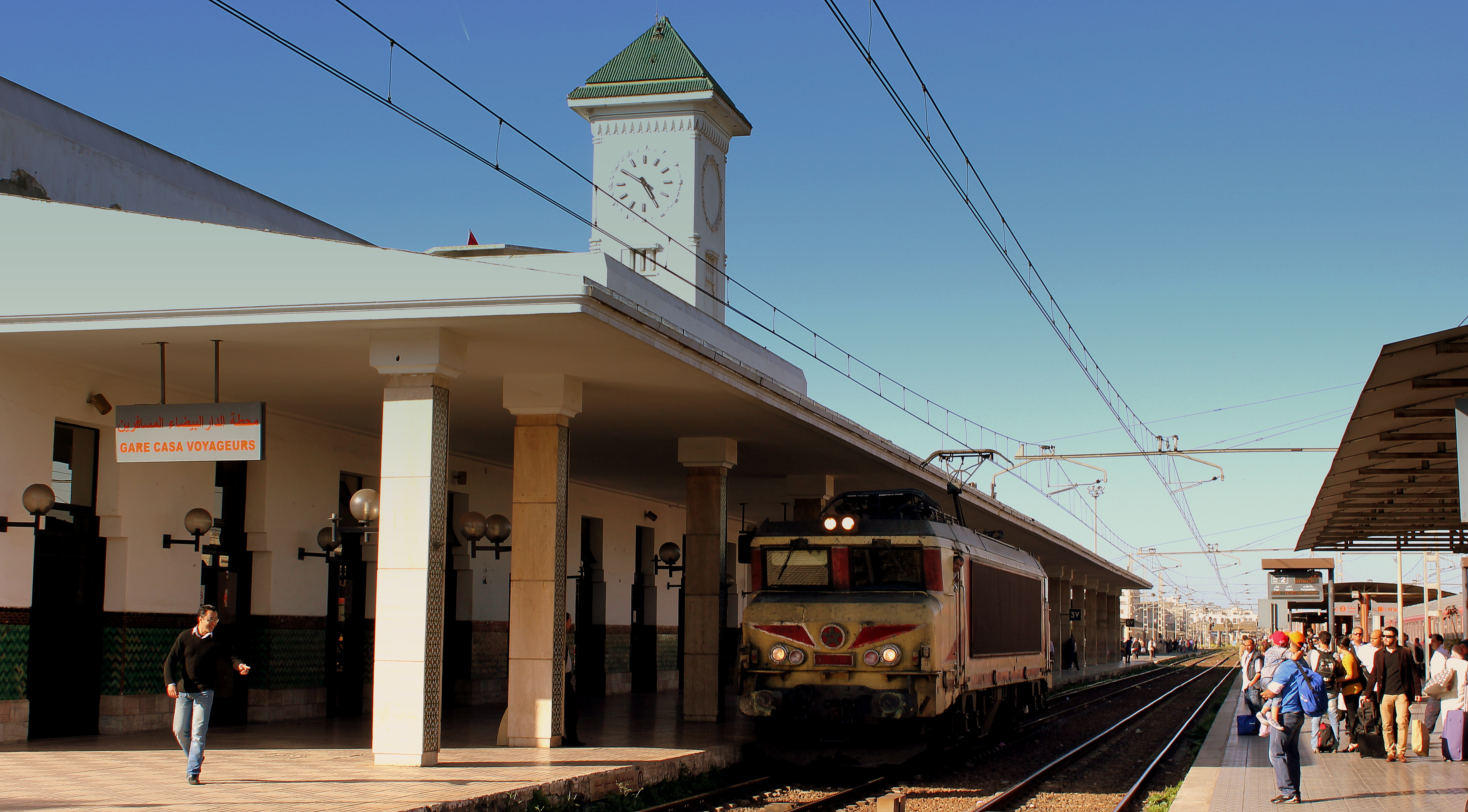
محطة الدار البيضاء المسافرين

كانت الشركات التي خططت سكك الحديد القصيرة في بادئ الامر، تقوم بعملها بشيء من الارتجال، ثم بدأت الوسائل الأكثر اتساعا تفرض نفسها، فتوحدت الشركات الصغيرة بانضمام بعضها إلى بعض، حتى جمعت بثلاث شركات كبرى بالإضافة إلى عدد من الشركات الصغرى الأخرى.
وهذه الشركات الكبيرة كانت: شركة لندن وسكة حديد الشمال الغربي، والشركة الغربية العظمى من لندن إلى بريستول وهذه كانت تضم المهندس الكبير، بردنل، في مركز رئيس المهندسين، ثم شركة الخطوط الجنوبية الغربية من لندن إلى سوت هامبتون.
نشأ تنافس كبير بين الشركات الثلاث في تصميم القاطرات، وسرعتها وفخامتها، واجورها.
غير أن ما كان أهم من ذلك كله، مما اقتضى إيجاد حل له هو مسألة قياس العرض بين الخطوط.
كان المهندس بردنل يعتقد، أنه بالإمكان توفير السلامة، والرفاهية، بمقدار أعظم باستعمال خطوط أكثر انفراجا وعلى هذا قامت الشركة الغربية العظمى (Great Western) ببناء خط لها بعرض سبعة أقدام وربع البوصة، بينما كان عرض الخطوط الأخرى أربعة أقدام وثماني بوصات ونصف البوصة فقط.
فلو كانت القطارات معرضة للانتقال من خط إلى آخر، لكان هنالك الكثير مما يجب عمله قبل ذلك.
بيد أن هذا التباين المرير انتهى عندما أصدر البرلمان قراره بتحديد القياس، واعتبار كل خط عرضه أكثر من أربعة أقدام وثماني بوصات ونصف البوصة، غير قانوني.

## القطار الملكي الأول
كان 13 حزيران سنة 1842 يوماً عظيماً من تاريخ سكة الحديد فقد بات السفر بها محترما. حدث ذلك فجأة. أن الطبقة الوسطى قبل هذا اليوم كانت تألف ذلك فقد كان المسافر مجبراً على الاختلاط بكل أنواع البشر والجلوس مع الغرباء من الناس. وكان السفر يبدو شديد الخطورة لإن القطارات كانت تسير بسرعة 30 ميلاً في الساعة أو أكثر وكان يبدو لهؤلاء أنه من الأسلم لهم واوجب لاحترامهم ان يتنقلوا في عرباتهم الخاصة التي يجرها جوادان.
ولكن في اليوم المشار إليه تلاشت كل هذه الشكوك فان الملكة فيكتوريا نفسها سافرت في القطار. انتقلت العائلة المالكة أولاً إلى محطة ((سلو)) وهناك فتشت جلالتها الخط والقاطرة والصالون الذي أعد خصيصاً لهذه المناسبة. وعند الظهر تماماً قام القطار الملكي متوجهاً إلى محطة بادينغتون. كان الذي يقود القاطرة هو المشرف العام لشركة السكك الحديدية وكان معه في مركز القيادة المهندس المشهور بردفل.
عند الساعة 12:25 وصل القطار إلى محطة بادينغتون حيث كان عدد من الموظفين وجمع غفير ينتظرونه بشغف. كان هنالك أيضاً ثلة من الحرس الأحمر وسجادة حمراء وزينة رائعة وقد شعر الجميع بالارتياح لدى معرفتهم أن الملكة تمتعت بسفر مريح عندما أعلنت ذلك بنفسها. ومن تلك اللحظة تلاشت شكوك الناس بمت يتعلق بسلامتهم أو احترامهم إذا هم استعملوا القطار وسيلة للسفر.

## قطارات فائقة السرعة

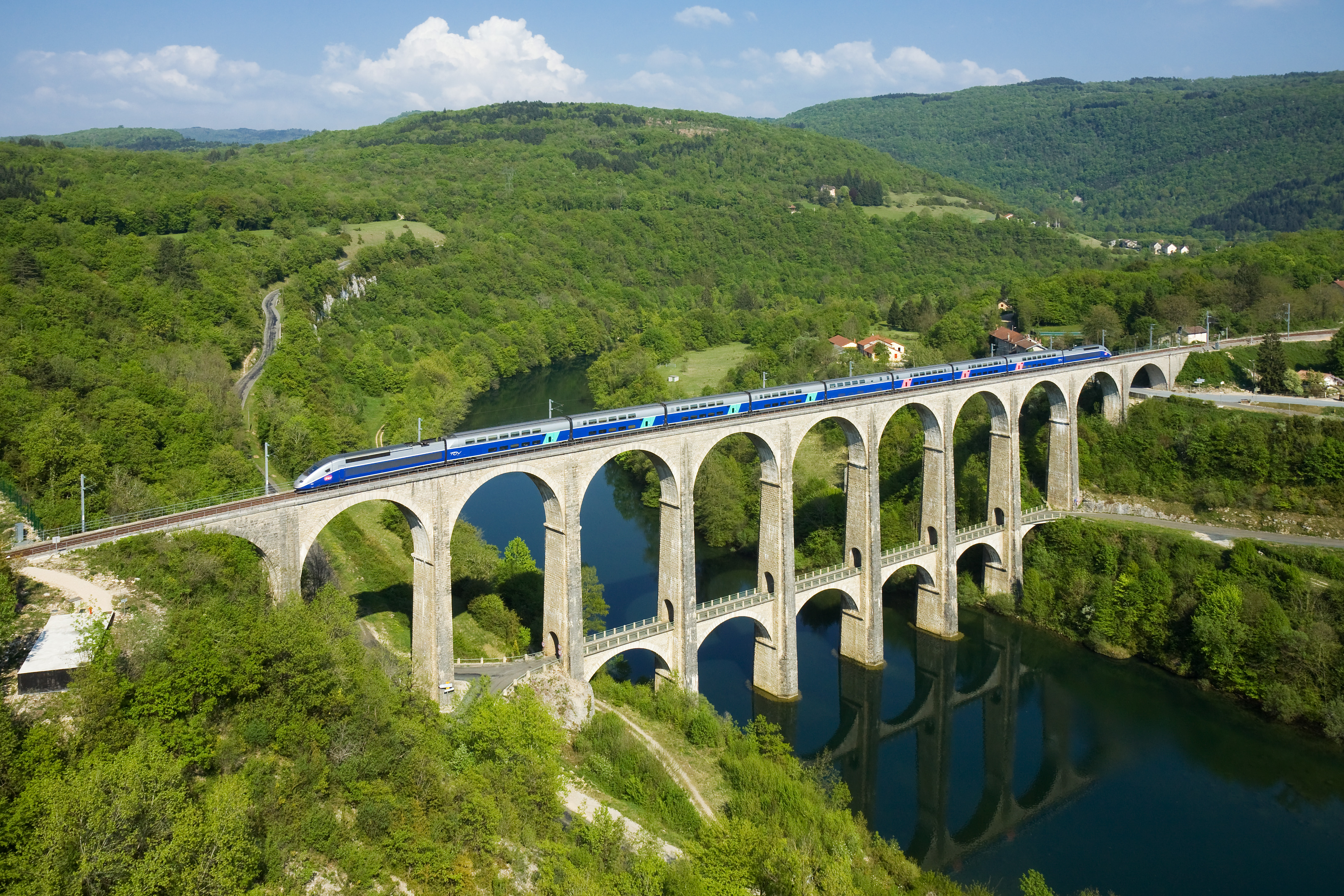
القطار الفرنسي فائق السرعة TGV Duplex فوق أحد القناطر.

ابتكرت في مختلف بلدان العالم الغربي وفي مقدمتها اليابان قطارات تسير بين أهم المدن بسرعات فائقة
تتعدى أحيانا سرعة 500 كيلومتر في الساعة. من ضمن تلك القطارات قطار بين طوكيو وأوزاكا، وقطار فائق السرعة في فرنسا «تي جي في» بين باريس وليون. أعدت لتلك القطارات التي تجري على قضيبين حديديين مسارت ذات تقنية خاصة تتحمل تلك السرعات الكبيرة .

## قطار معلق
ليس بالضرورة أن يسير القطار فوق قضبان، فقد أنتجت ألمانيا قطارا معلقا يقوم بنقل الركاب في داخل مدينة فوبرتال، وهو يعمل بالكهرباء منذ عام 1910. القطار معلق وتتدلى عرباته أسفل قضيب من الفولاذ قوي؛ وقد اتخذ هذا النظام لتوفير المكان، فالقطار معلق ويسير معلقاً فوق أحد المجاري النهرية في المدينة . يستند القضيب الفولاذي الذي يحمل القطار على داعمات مائلة من الحديد المتين في شكل حرف V المقلوب متكئا على ضفتي النهر.

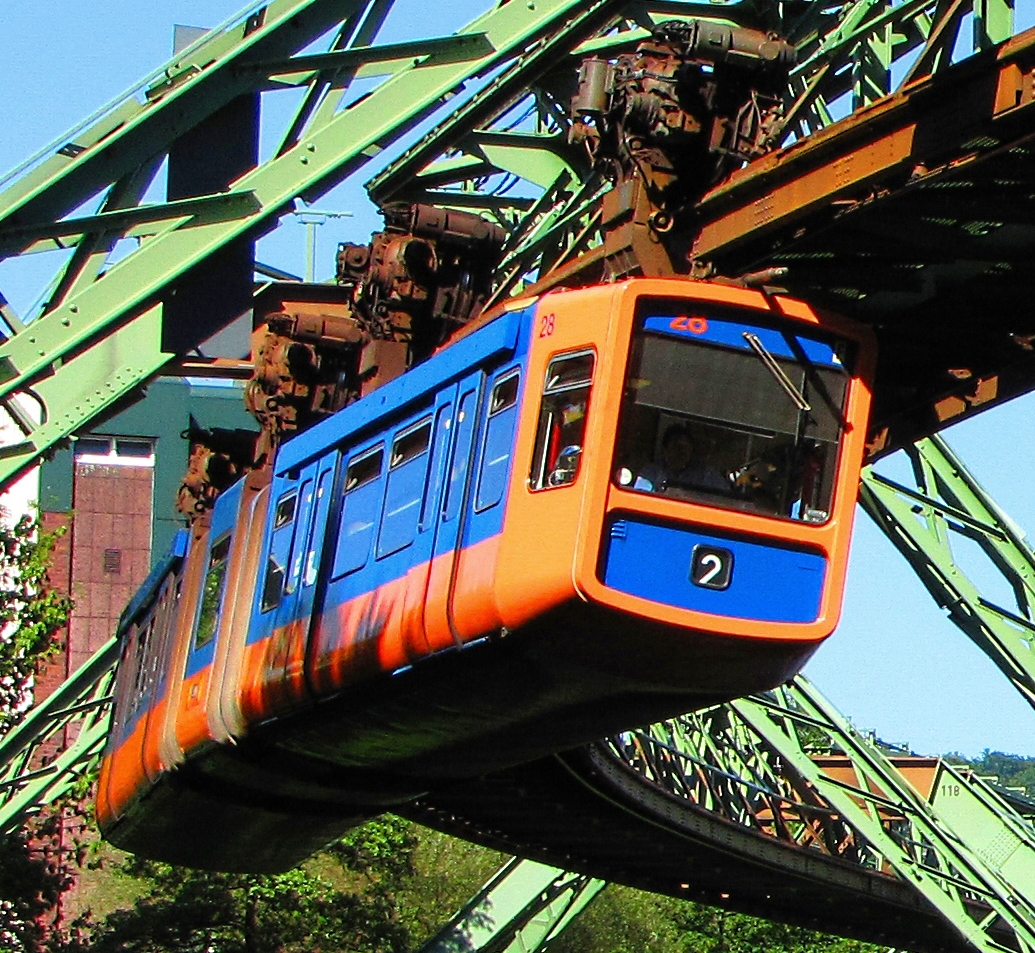
قطار فوبرتال المعلق ، ألمانيا.

قطار فوبرتال المعلق وهو قطار أو «مترو» معلق أنشئ في مدينة فوبرتال الألمانية ودشن في 1 مارس 1901 . وهو يعتبر رمزا لمدينة فوبرتال المسمى باسمها . عند إنشاء هذا القطار المعلق كان المشروع يحمل اسم «نظام (أوجين لانجن) للانتقال على قضيب واحد».
يسمى بالإنجليزية suspension railway في مدينة فوبرتال الألمانية، وهو اقدم قطار معلق يعمل بالكهرباء في العالم، وتتدلى عرباته أسفل القضيب الحامل له، متتبعا مجرى نهر الفوبر.

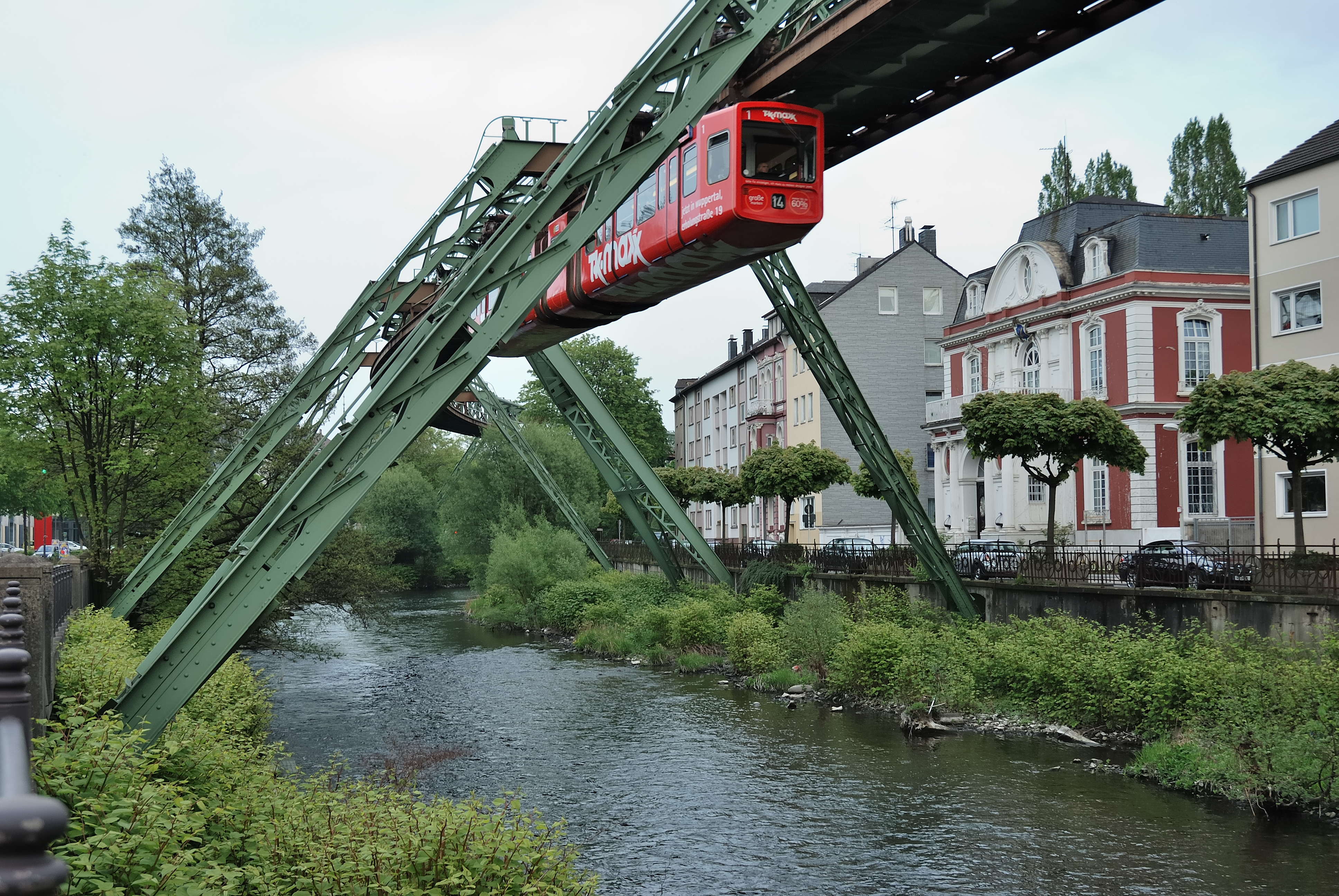
قطار فوبرتال المعلق في عام 2010

|
|